# Zingiberales
Zingiberales је ред тропских монокотиледоних биљака, који обухвата 92 биљна рода и око 2111 врста. Карактеришу их одсуство стабла, сем у време цветања, велике димензије брактеја и зигоморфних цветова, потцветан плодник, плод типа чахуре, семена са арилусом и низ заједничких биохемијских и генетичких сличности.
Уопштена цветна формула реда гласи
{\displaystyle \downarrow \;K_{(3)}\;C_{(3)}\;A_{5-6}\;{\overline {G_{3}}}}

## Значај биљака реда
Ред обухвата познате зачинске врсте — ђумбир (Zingiber officinale), кардамон (Elattaria cardamomum), куркум (Curcuma domestica). Такође, неке од врста овог реда су веома цењене као украсне биљке (попут врста фамилије Strelitziaceae). Највећи значај за људе имају биљке из фамилије банана (Musaceae), чији се плодови користе у исхрани. Врста Musa textilis (абака) се узгаја ради добијања целулозних влакана из листова, која се користе у индустрији.

## Системи класификације
У ранијим класификационим схемама скривеносеменица (Wettstein 1935, Engler 1964) као назив за ову групу биљака коришћен је описни ботанички назив Scitamineae. У савременим системима класификације (Кронквистов систем 1981, Dahlgren, APG 1998, APG II 2003) ред Zingiberales обухвата следећих осам фамилија:
У Тахтаџановом систему (-{Takhtajan 1997) овде описаном реду Zingiberales одговара надред Zingiberanae, који обухвата 4 реда и 8 горепоменутих фамилија:
надред 
1. ред -{Musales Reveal (1997)
Strelitziaceae (K. Schum.) Hutch. (1934)
Musaceae Juss., nom. cons. (1789)
Heliconiaceae (A. Rich.) Nakai (1941)}-
2. ред -{Lowiales Takht., nom. inval. (1997)
Lowiaceae Ridl., nom. cons. (1924)}-
3. ред -{Zingiberales Griseb. (1854)
Zingiberaceae Lindl., nom. cons. (1835)
Costaceae (Meisn.) Nakai (1941)}-
4. ред -{Cannales Dumort. (1829)
Cannaceae Juss., nom. cons. (1789)
Marantaceae Petersen, nom. cons. (1888)}-

Према Торновом систему (Thorne & Reveal 2007) за овде описан ред Zingiberales користи се старији назив исте конотације — Cannales R. Br. ex Bercht. & J. Presl, 1820. Ред се дели на 6 подредова, са 8 горепоменутих фамилија:
ред 
1. подред -{Musineae W. J. Kress, 1990
Musaceae Juss., 1789, nom. cons.}-
2. подред -{Lowiineae W. J. Kress, 1990
Lowiaceae Ridl., 1924, nom. cons.}-
3. подред -{Strelitziineae W. J. Kress, 1990
Strelitziaceae Hutch., 1934, nom. cons.}-
4. подред -{Heliconiinae W. J. Kress, 1990
Heliconiaceae Vines, 1895}-
5. подред -{Cannineae Link, 1829
Cannaceae Juss., 1789, nom. cons.
Marantaceae R. Br., 1814, nom. cons.}-
6. подред -{Zingiberineae W. J. Kress, 1990
Zingiberaceae Martinov, 1820, nom. cons.
Costaceae Nakai, 1941}-